# Île Petrogradsky
L'île Petrogradsky ou île de Petrograd (en russe : Петроградский остров) est la troisième plus grande île du delta de la Neva à Saint-Pétersbourg, en Russie . Avec les îles Zaïatchy, Aptekarsky et Petrovsky, elle constitue le raïon Petrogradskaïa (en russe : Петроградская сторона) . C'est le centre administratif du district de Petrograd et elle abrite un certain nombre d'universités et de centres de recherche, ainsi que des installations culturelles, historiques et récréatives.

## Géographie
L'île de Petrograd se situe entre la rivière Neva et sa branche Grande Nevka. Elle est séparée de l'île Aptekarsky au nord par la rivière Karpovka, de l'île Krestovski à l'ouest par la Petite Nevka, de l'île Petrovsky au sud par la rivière Jdanovka et de l'île Zaïatchy au sud-est par le détroit de Kronverk. Elle est reliée au quartier central par le Pont de la Trinité, à l'île Vassilievski par le pont de la Bourse et le pont Toutchkov, à l'île Petrovsky par le pont Maly Petrovsky, à l'île Krestovski par les ponts Lazarevsky Bolchoï Krestovski et au raïon de Vyborg via les ponts Sampsonievsky et Grenadersky.

## Histoire
Des fermes finlandaises et suédoises se sont ajoutées à une grande colonie russe, continuant à développer l'île au XVIIIe siècle. En 1703, le tsar Pierre le Grand de Russie a jeté les bases de la forteresse Pierre-et-Paul sur l'île voisine de Zaïatchy. Pendant ce temps, il résidait près du site actuel de la place de la Trinité, près de la pointe Sud-Est de l'île, connue à l'époque sous le nom d'île Gorodskoï. L'île a été renommée île de Pétersbourg (Peterbourgski) ou île de Saint-Pétersbourg  (Sankt-Peterbourgski) après la mort de Pierre le Grand en 1725. Le centre administratif de Saint-Pétersbourg a déménagé sur l'île Vassilievski dans les années 1720 et, dans les années 1730, les bâtiments en pierre au nord du Kronverk ont été interdits. En conséquence, l'île est devenue plus résidentielle et suburbaine .
L'une des premières avenues principales, datant des années 1730, est la Perspective Bolchoï, traversant l'île du nord-est au Pont Toutchkov au sud-ouest. Les régiments Iambourgski, Koporski, de Saint-Pétersbourg et Beloozerski avaient leurs quartiers sur l'île à cette époque, et la nouvelle route servait à les relier tous. Les voitures à chevaux ont d'abord fonctionné dans les années 1860, suivies des tramways en 1908 et des trolleybus en 1948.
L'autre avenue principale, la perspective Kammennoostrovski, croise la perspective Bolchoï au nord sur la place Léon-Tolstoï et se dirige vers le sud-est jusqu'à l'actuel Pont de la Trinité. L'avenue a été construite au XVIIIe siècle. menant de l'esplanade de Kronverk à l'île Kamenny. Dans les années 1820, il y avait une grande route avec un pavage spécial. Dans les années 1870, des voitures à chevaux ont commencé à circuler le long de l'avenue, et en 1909, un tramway électrique a été introduit. En 1903, l'avenue s'étendait jusqu'à la place de la Trinité (Troïtskaïa).
Lorsque Saint-Pétersbourg a été rebaptisée Petrograd en 1914, l'île a reçu son nom actuel, île de Petrograd (Petrogradsky).

## Lieux d'intérêt
L'île Petrogradsky abrite plusieurs universités, instituts scientifiques et de recherche de renom. L'université médicale d'État Pavlov de Saint-Pétersbourg, située au 6/8 de la rue Léon-Tolstoï, a été fondée en 1897 comme premier institut médical russe pour femmes.
L'université d'État des technologies de l'information, de la mécanique et de l'optique de Saint-Pétersbourg est l'une des principales universités techniques de Russie. L'Académie militaire d'ingénierie spatiale AF Mojaïsky (13 rue Jdanovskaïa) est un établissement d'enseignement militaire polytechnique et un centre de recherche spatiale .
Le croiseur Aurore, le navire le plus ancien commandé de la marine russe et symbole de la révolution d'Octobre 1917, présente un intérêt historique. Musée depuis 1956, il est ancré dans la Grande Nevka, près du pont Sampsonievsky .
Juste au nord du Kronverk, dans les anciens jardins de l'Aquarium, le premier film qui a été projeté en Russie en 1896, l'a été dans ce qui est maintenant les studios Lenfilm,.
L'île abrite également le Baltic House Festival Theatre, le Palais des sports Ioubileïny, le Planétarium de Saint-Pétersbourg et le zoo de Saint-Pétersbourg.

## Galerie

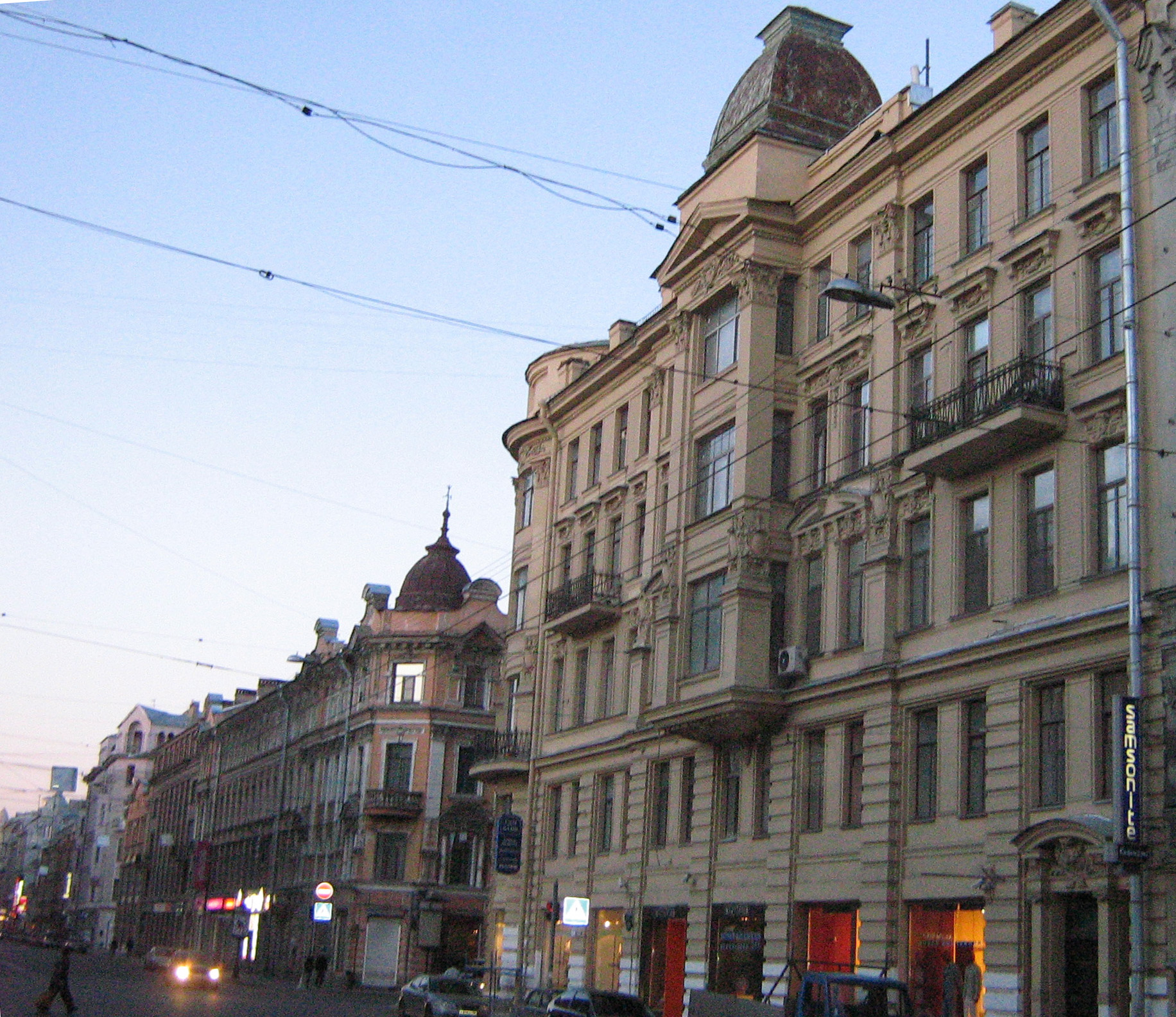
Perspective Bolchoï.
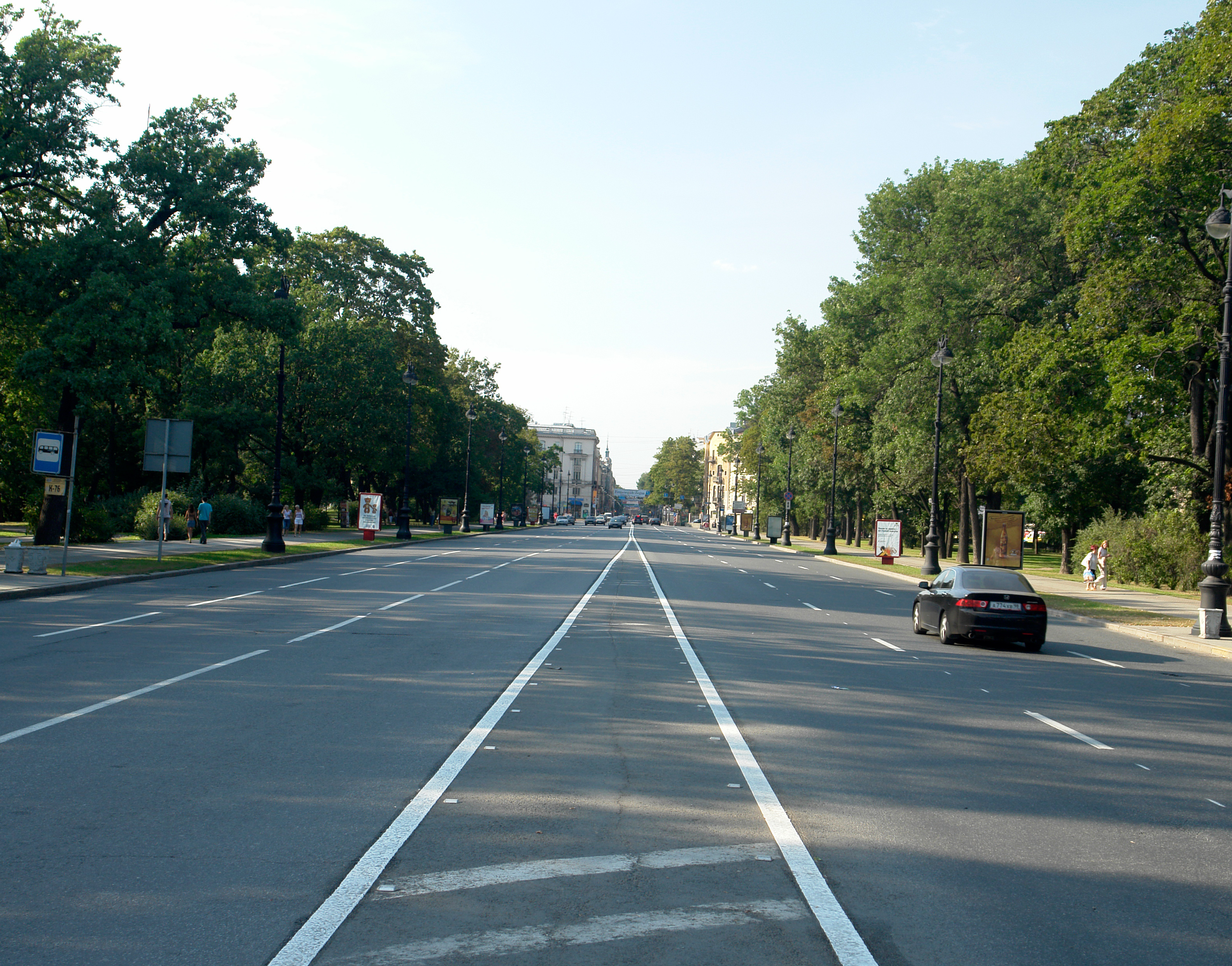
Perspective Kamennoostrovski.
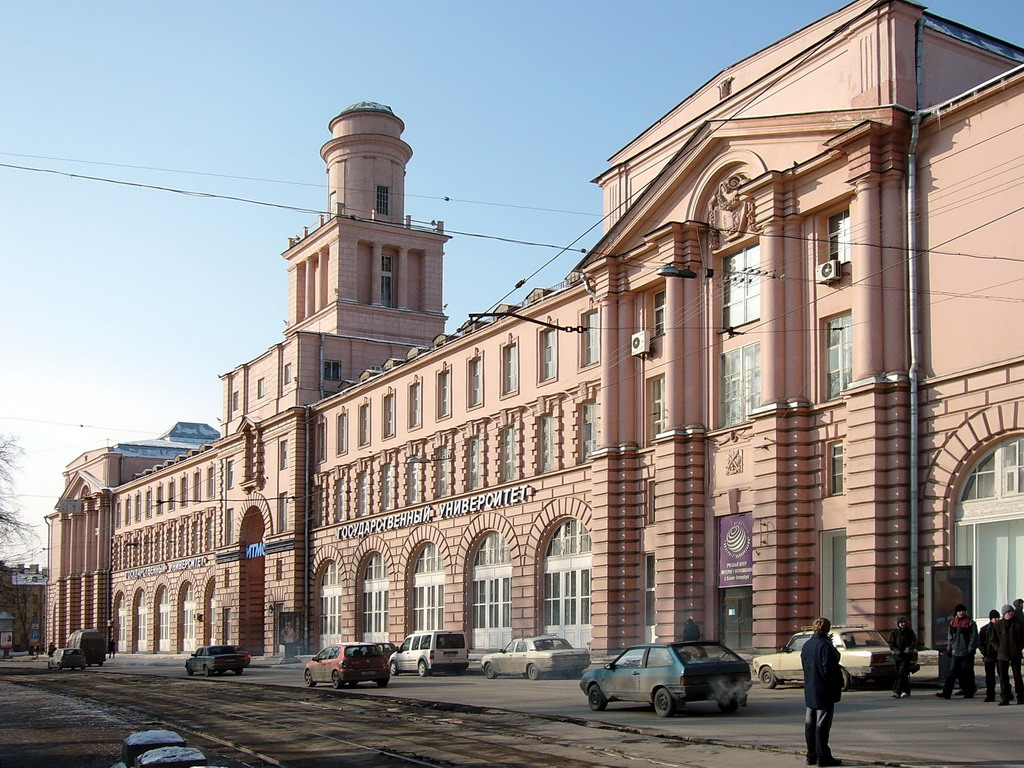
Université d'État des technologies de l'information, de la mécanique et de l'optique.
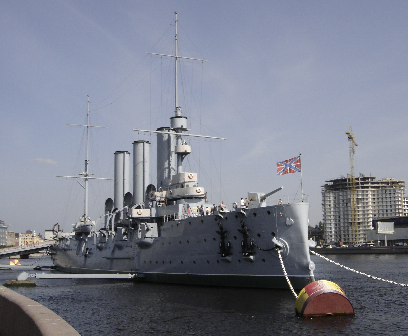
Croiseur Aurore.